# Catherine Mardon
Catherine Mardon là một tác giả người Canada, nhà hoạt động, và luật sư.

## Tiểu sử
Catherine Mardon được sinh ra ở Oklahoma, nhưng trải qua thời niên thiếu ở St. Petersburg, Florida.[2] Bà hiện tại đang sinh sống Canada. Học thuật của bà bao gồm bằng cử nhân Nông nghiệp ở Oklahoma State University, luật sư từ University of Oklahoma, và bằng cử nhân nghệ thuật tại Newman University.[1] Bà đang theo học bằng thạc sĩ trong lĩnh vực Nghiên cứu thần học tại Newman Theological College ở Edmonton, Alberta, Canada.[1][2] Mardon cũng là một nhà hoạt động xã hội, làm việc cho gia đình nông phu, với các tổ chức đại kết cho người vô gia cư, và là một thuyết giảng viên cho các vấn đề xã hội.[2] Bà được nhận tại Oklahoma Bar vào năm 1988.[1] Bà có nhiều năm kinh nghiệm trong lĩnh vực tòa án tổng giáo phận, kháng án hình phạt tử hình, và các vấn đề cho người có thu nhập thấp.[2] Mardon còn rất mát tay trong việc hòa giải trong tuyển dụng, đào tạo, giám sát và đánh giá cho hơn 180 tình nguyện viên[1]

## Đời sống cá nhân
Sau khi trở thành người khuyết tật do một tai nạn, bà trở thành người bào chữa cho những người khuyết tật.[3] Bà kết hôn với tác giả và nhà hoạt động Austin Mardon, và cùng đồng tác giải nhiều đầu sách với nhau.[3]